# Bunocephalus
Bunocephalus  es un género zoológico de pez gato (orden Siluriformes)  de la familia de las Aspredinidae. Corrientemente no es un agrupamiento natural, Bunocephalus contiene especies de un género indescripto Pseudobunocephalus. 
B. coracoideus es la más común especie de pez gato banjo que les gusta a los acuariófilos.

## Taxonomía
Bunocephalus corrientemente tiene 13 especies,  de acuerdo a  Ferraris, 2007, con aportaciones posteriores. Sin embargo, en este esquema, Bunocephalus es un  grupo parafilético.
| - Bunocephalus aleuropsis Cope, 1870 - Bunocephalus aloikae Hoedeman, 1961 - Bunocephalus amaurus Eigenmann, 1912 - Bunocephalus chamaizelus Eigenmann, 1912 - Bunocephalus colombianus Eigenmann, 1912 - Bunocephalus coracoideus (Cope, 1874) - Bunocephalus doriae Boulenger, 1902 | - Bunocephalus erondinae Cardoso, 2010 - Bunocephalus hartti Carvalho, Cardoso, Friel y Reis, 2015 - Bunocephalus knerii Steindachner, 1882 - Bunocephalus larai Ihering, 1930 - Bunocephalus minerim Carvalho, Cardoso, Friel y Reis, 2015 - Bunocephalus verrucosus (Walbaum, 1792) |

Friel, 1994, presenta una  clasificación alternativa con una  descripción informal del género Pseudobunocephalus y de su especie tipo P. lundbergi. Ambos necesitan aún recibir  científicamente nombres válidos.  Los miembros de  Bunocephalus de Friel,  no comparten ningún carácter derivado,  por lo que falta cualquier evidencia de monofilia. Pseudobunocephalus, por otro lado, podría ser diagnosticado de otro género de aspredinidos, por un número de caracteres derivados.  La remoción de Pseudobunocephalus de Bunocephalus  fue un intento de hacerlo monofítico.  Aún en este estado reducido, Bunocephalus sígue siendo el género más grande en las Aspredinidae. Aún permanecen varias especies sin describir.
| - B. aleuropsis Cope, 1870 - B. amaurus Eigenmann, 1912 - B. chamaizelus Eigenmann, 1912 - B. colombianus Eigenmann, 1912 - B. coracoideus (Cope, 1874) - B. doriae Boulenger, 1902 - B. knerii Steindachner, 1882 - B. larai von Ihering, 1930 - B. verrucosus (Bloch, 1794) | - P. amazonicus (Mees, 1989) - P. bifidus (Eigenmann, 1942) - P. iheringii (Boulenger, 1891) - P. quadriradiatus (Mees, 1989) - P. rugosus (Eigenmann & Kennedy, 1903) - P. lundbergi undescribed species |

## Distribución
Bunocephalus es el género más ampliamente distribuido de  aspredínidos. Se halla en los ríos Magdalena, Orinoco, Amazonas, Paraguay-Paraná, y en Sao Francisco.  Es también el único género al oeste de los Andes, en los ríos Atrato, San Juan,  y Patia. Las especies del género no descrito  Pseudobunocephalus  también se distribuyen ampliamente en las cuencas del Amazonas, Orinoco, y Paraguay-Paraná.

## Descripción
Bunocephalus es parte de la familia Aspredinidae, conocidos como peces gato banjo,  por sus cabezas chatas, grandes, y delgadas colas, dando la apariencia de un banjo. Muchas especies exhiben coloración críptica, y los mismos sitios entre las spp. de  Bunocephalus. Su piel es completamente queratinizada  y  cubierta por tubérculo grandes, granulosos.  Pueden alcanzar 12 cm de largo SL.  Las especies de Pseudobunocephalus de Friel,  solo llegan a 8 cm SL  y se confunden fácilmente a primera vista con las juveniles spp. de Bunocephalus.

## En acuarios
B. coracoideus  es la más común especie de pez gato banjo en acuarios. Son peces nocturnales. Especie pacífica y una buena idea para armar una  comunidad de acuario. Esos peces pueden permanecer con arena para permitirles esconderse y/o con rocas planas con el mismo fin.  Se pueden reproducir en un acuario casero. Son fácilmente sexados debido a que las hembras son mucho más gordas y grandes que los machos. La pareja debe aconditionarse en un sitio por al menos un mes. El desdove se induce por un importante recambio del agua; así el casal desovará dentro de los dos días, de noche.  Algunas fuentes dicen que el desove se produce debajo de hojas caídas o en una gran roca, incubándolos  sentándose sobre ellos,  mientras otros peces los depredan.